# Parsigecko
Parsigecko este un gen monotopic de șopârle din familia Gekkonidae. Conține o singură specie, Parsigecko ziaiei. Acest gen de șopârle trăiește în sudul Iranului.